# República de Gênova
A República de Gênova (português brasileiro) ou Génova (português europeu), oficialmente designada Sereníssima República de Gênova, foi um Estado independente situado na Ligúria, no noroeste da península Itálica. Inicialmente, no século XI, a República era governada por um cônsul eleito e por um conselho aristocrático. Em 23 de setembro de 1339, o magistrado supremo da república recebeu outro nome. Desde então, Gênova foi governada por um doge eleito e pelo mesmo conselho aristocrático. 
A República existiu desde o século XI até 1797, quando foi invadida pelos exércitos dos revolucionários de França, chefiados por Napoleão Bonaparte. Foi sucedida pela então República Lígure, que existiu até 1805, antes de ser anexada ao recém-proclamado Império francês. Embora a sua restauração fosse brevemente proclamada em 1814, após a derrota de Napoleão, esta foi de curta duração, e a República acabou por ser anexada ao Reino da Sardenha. 

## História

### Fundação

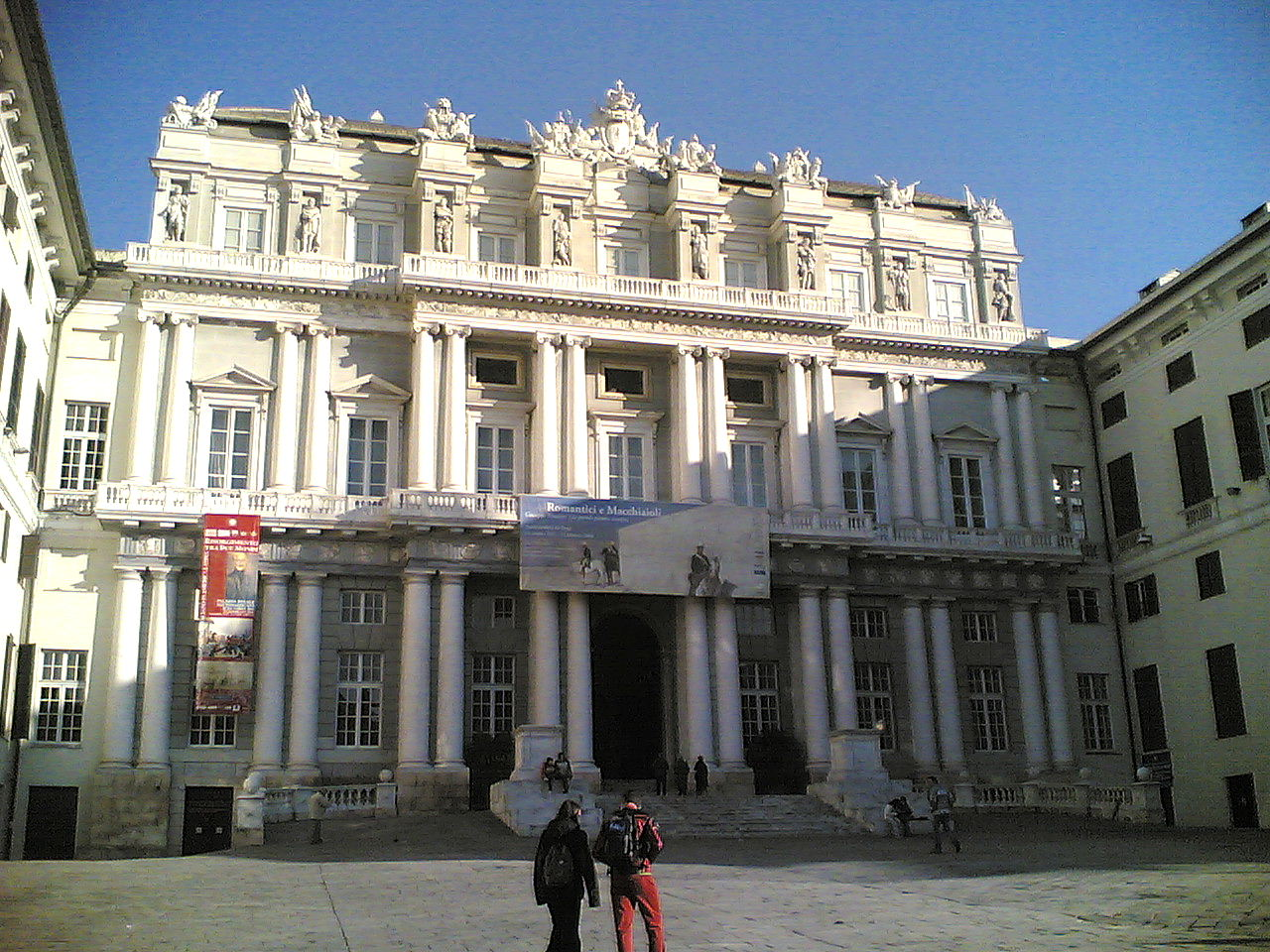
O Palácio Ducal de Génova, a então residência do doge da República de Gênova.

A República foi inicialmente fundada no século XI, quando Génova tornou-se uma comuna autónoma no seio do velho Regnum Italicum. Nos seus primeiros séculos de existência, Génova foi uma importante cidade comercial, como Veneza. Génova começou a sua expansão durante as Cruzadas: a República concedeu-lhe a frota de transporte e ganhou muitas colónias no Médio Oriente, favorecendo tratados comerciais. Durante o século XIII, a República de Génova aliou-se ao bizantino Império de Niceia, que recebeu ajuda de Génova para ajudar a recuperar Constantinopla, em 1261. A aliança permitiu uma grande expansão comercial sobre o império e também, a conquista de muitas ilhas e sobre as colónias no mar Egeu (a mais importante foi a ilha de Quios, que perdeu em 1566). No mesmo século, a república conquistou importantes interesses comerciais em todo o mar Negro, onde muitas colónias de Génova controlavam a Crimeia. No Mediterrâneo, o principal rival de Génova foi a República de Pisa, que acabou por ser derrotado na batalha Naval de Meloria (1284), ganhando a ilha de Córsega a partir de finais do século XIII, e mais tarde o controlo da Sardenha (Giudicato de Logudoro), onde ganhou territórios de famílias genovesas. No concurso entre os angevinos e os aragoneses para o controle da Sicília após as Vésperas Sicilianas de 1283, mercadores genoveses optaram por apoiar Aragão, o lado vencedor, e mudaram a economia siciliana com mais energia, emprestando dinheiro para a classe dominante, organizando e controlando a produção do açúcar e da seda, e monopolizando a exportação de grãos sicilianos, em Génova, que dependia da natureza, e sem o grão não existia crescimento nem forma de sustentar a população, mas o Magrebe também necessitava dele. Em troca, recebeu ouro de África.

### Declínio
Como resultado da recessão económica da Europa nos finais do século XIV, bem como a sua longa guerra com Veneza, que culminou na derrota na batalha de Chioggia (1380), Génova entrou em declínio. O crescente poder otomano cortou o poder dos genoveses no mar Egeu e no mar Negro, e o comércio se estagnou.
Génova, em última análise, foi ocupada pelos franceses ou milaneses em grande parte do período do declínio. A partir de 1499 e até 1528, a república chegou ao seu ponto mais baixo, estando quase continuamente sob ocupação francesa. Os espanhóis, com os seus aliados, entrincheiraram a "velha nobreza" na montanha por trás de Génova, cercando a cidade em 30 de maio de 1522, e pilharam-na impiedosamente. Quando o grande almirante Andrea Doria da poderosa família Doria se aliou com a família do imperador Carlos V para expulsar os franceses e restaurar a independência de Génova, uma nova perspectiva foi renovada: 1528 assinala o primeiro empréstimo dos bancos genoveses para Carlos V.

### Renascimento

Territórios de Génova no Mediterrâneo Oriental em 1450.

Posteriormente, Génova sofreu um renascimento com a associação com o Império Espanhol, através de banqueiros genoveses, em particular, muitos de financiamento externo da Coroa espanhola a partir dos seus empreendimentos, contando com casas em Sevilha. Fernand Braudel chamou ao período entre 1557 a 1627, de "a idade genovesa", "de uma regra que não foi tão discreta e sofisticada que os historiadores há muito tempo deixaram de notá-la", embora esta brilhante passagem maneirista e barroca das fachadas dos edifícios de Génova ao longo da Estrada Nova ou da Via Balbi não pudessem deixar de dar conta que houve uma notável riqueza, que na verdade não era genovesa, mas concentrada nas mãos de um círculo de banqueiro-financiadores, na verdade era "capital de risco". 
A abertura para os genoveses de um consórcio bancário era motivada pelo estado de falência de Filipe II de Espanha em 1557, que gerou o caos em bancos alemães. Os banqueiros genoveses proveram o pesado sistema de Habsburgo com um fluente crédito e um rendimento regular. No regresso, transferências menos confiáveis de prata americana foram rapidamente transferidas para Sevilha a partir de Génova, para fornecer capital para novos empreendimentos. O banqueiro genovês Ambrogio Spinola, Marquês dos Balbases, por exemplo, levantou-se e levou um exército para combater na Guerra dos Oitenta Anos, nos Países Baixos, no início do século XVII. O declínio de Espanha, nesse mesmo século, trouxe também um novo declínio de Génova, e as falências frequentes, em particular, da Coroa espanhola, arruinaram muitas casas da marinha mercante de Génova.

### O fim

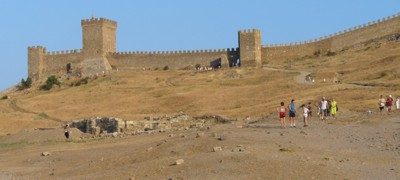
Dezesseis torres da fortaleza genovesa em Soldaia, na Crimeia, erguidas entre os séculos XIV e XV

Génova continuou o seu lento declínio no século XVIII, e em 1768 foi obrigada pela rebelião endémica para vender Córsega para a França, mas, no entanto, Génova foi consideravelmente mais próspera do que a contemporânea Veneza, e manteve-se um importante centro comercial. 
Em 1742, a última posse dos genoveses no mar Mediterrâneo, a ilha fortaleza de Tabarka, foi perdida para o Bei de Túnis. Em 1797, a república foi ocupada pelo exército revolucionário francês de Napoleão Bonaparte, que derrubou as velhas elites que governaram a cidade durante toda a sua história, e substituiu-as por uma república popular conhecida como República Lígure. 

Depois, Bonaparte tomou o poder na França, uma constituição mais conservadora foi promulgada, mas a República Lígure teve uma vida curta — em 1805, foi anexada pelo Império Francês, tornando-se os departamento de Apeninos, Génova e Montenotte. Na sequência da derrota de Napoleão na Primavera de 1814, elites locais, incentivados pelos britânicos chefiados por Lord William Bentinck, proclamaram a restauração da antiga República, mas foi decidido no Congresso de Viena, que Génova formado em ducado deveria ser dada ao Reino da Sardenha. Tropas britânicas foram reprimidas do Ducado de Génova em dezembro de 1814, e foi anexado pelo Reino da Sardenha em 3 de janeiro de 1815.

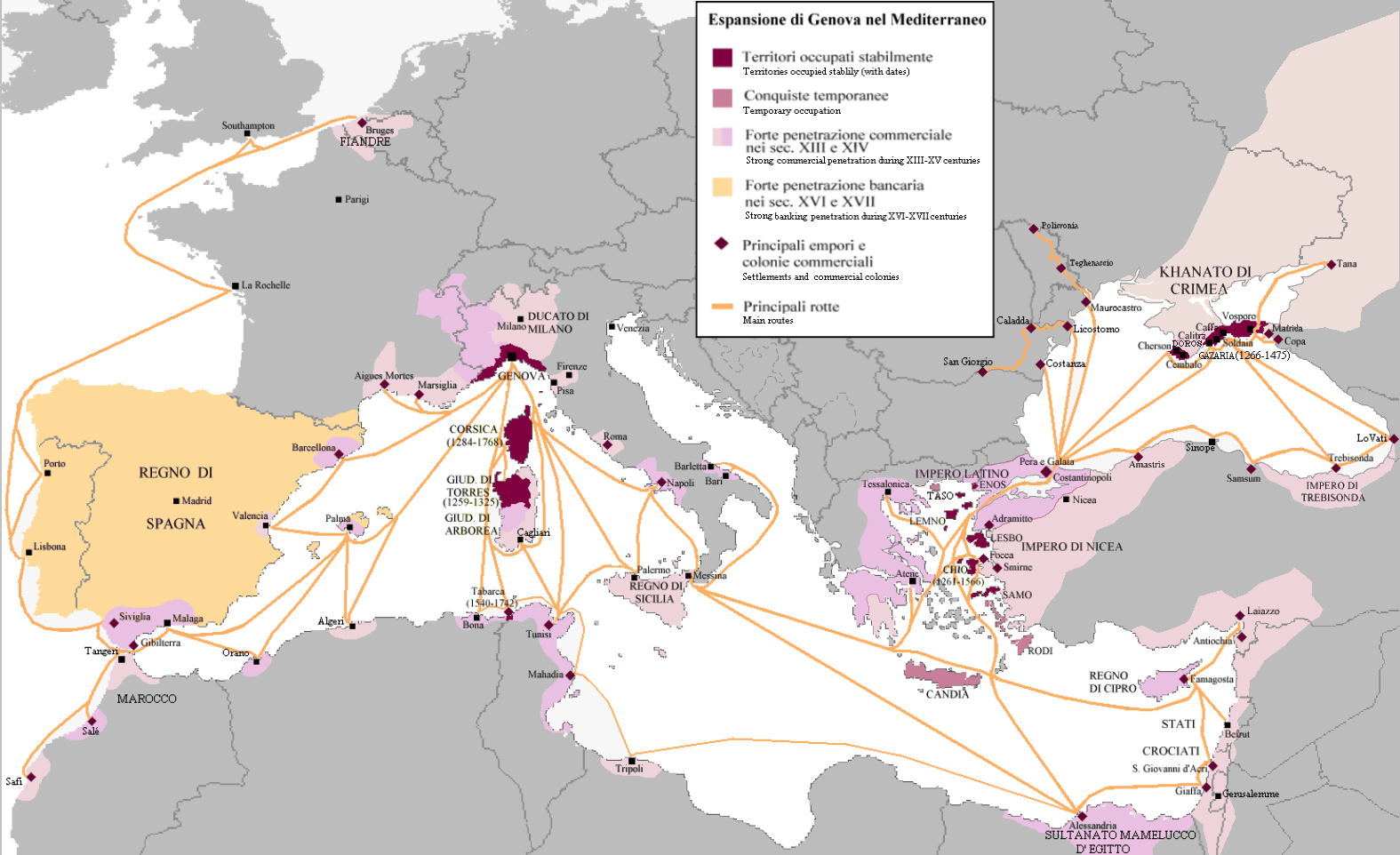
A expansão de Gênova no Mar Mediterrâneo, tal qual o Codex Latinus Parisinus (1395).

## As possessões genovesas
A República de Génova tinha muitas possessões no mar Mediterrâneo. Muitas foram ilhas como Córsega, Gorgona, Capraia, Quios e Samo, enquanto outros territórios incluíssem a Crimeia (Sebastopol, Cêmbalo, Soldaia, Tana (atual Azov) e Teodósia) e territórios junto ao mar Negro (Samsun). Próximas de Constantinopla, as cidades de Gálata e Pera, e na costa do Tunísia, a ilha de Tabarca, completavam a totalidade do chamado "Império ultramarino Genovês".